# Азербайджан на летних Олимпийских играх 2024
Азербайджан на летних Олимпийских играх 2024 года в Париже был представлен 48 спортсменами в 15 видах спорта. Команда впервые была представлена в прыжках на батуте, в женском бадминтоне и женском баскетболе 3×3.
На Олимпийских играх 2024 года спортсмены Азербайджана как и на предыдущей Олимпиаде завоевали семь медалей: но на этот раз две золотые, две серебряные и три бронзовые. Азербайджан впервые взял олимпийскую медаль в супертяжёлом весе вольной борьбы и в наилегчайшем весе тхэквондо, а также золотую медаль Олимпиады в полутяжёлом весе дзюдо. Вместе с тем впервые с Олимпиады 1996 года, то есть за всю историю выступления страны на Играх, азербайджанские борцы не смогли выйти в финал Олимпийских игр.
В итоге сборная показала наилучший результат за всю историю Олимпийских игр, заняв наряду со сборной Хорватии 30-е место в неофициальном общекомандном зачёте по достоинству медалей. Также сборная Азербайджана заняла 19-е место среди стран Европы и 4-е — среди республик бывшего Советского Союза. По общему же количеству наград она разделила с Ирландией, Грузией, Болгарией, Хорватией, Тайванем, Израилем и Казахстаном 30-е место.
На церемонии открытия Игр знаменосцами сборной Азербайджана были дзюдоистка Гюльтадж Мамедалиева и боксёр Мухаммад Абдуллаев, а на церемонии закрытия — тхэквондист Гашим Магомедов и гимнастка Зейнаб Гумметова.
В состав сборной Азербайджана для участия в Играх 2024 вошёл целый ряд олимпийских призёров, среди них серебряные и бронзовые призёры Гаджи Алиев и Мария Стадник (оба — вольная борьба), бронзовые призёры Лорен Альфонсо Домингес (бокс), Сабах Шариати и Рафик Гусейнов (оба — греко-римская борьба). 28 спортсменов сборной впервые выступали на Олимпийских играх, пятеро из них стали призёрами. 20 спортсменов, которые представляли Азербайджан на Олимпийских играх, являлись натурализованными, пятерым из них удалось завоевать медали.

## Медали
На Олимпийских играх 2024 года спортсмены Азербайджана как и на предыдущей Олимпиаде завоевали семь медалей: но на этот раз две золотые, две серебряные и три бронзовые. Азербайджан впервые взял олимпийскую медаль в супертяжёлом весе вольной борьбы и в наилегчайшем весе тхэквондо, а также золотую медаль Олимпиады в полутяжёлом весе дзюдо. Кроме того впервые в истории Азербайджан взял больше одной золотой медали в дзюдо на одной Олимпиаде. Вместе с тем впервые с Олимпиады 1996 года, то есть за всю историю выступления страны на Играх, азербайджанские борцы не смогли выйти в финал Олимпийских игр.
Если многие призёры впервые стали медалистами Олимпийских игр, то боксёр Лорен Альфонсо Домингес стал двукратным призёром, войдя в историю азербайджанского бокса, став первым двукратным призёром Олимпийских игр в боксе от Азербайджана. Для пяти призёров Олимпийские игры в Париже были первыми в карьере. Также пятеро из семи медалистов были натурализованными спортсменами.
| Золото  |                         |                                          |            |
| №       | Спортсмены              | Вид спорта (дисциплина)                  | Дата       |
| 1       | Хидаят Гейдаров         | Дзюдо (до 73 кг, мужчины)                | 29 июля    |
| 2       | Зелим Коцоев            | Дзюдо (до 100 кг, мужчины)               | 1 августа  |
| Серебро |                         |                                          |            |
| №       | Спортсмены              | Вид спорта (дисциплина)                  | Дата       |
| 1       | Гашим Магомедов         | Тхэквондо (до 58 кг, мужчины)            | 7 августа  |
| 2       | Лорен Альфонсо Домингес | Бокс (до 92 кг, мужчины)                 | 9 августа  |
| Бронза  |                         |                                          |            |
| №       | Спортсмены              | Вид спорта (дисциплина)                  | Дата       |
| 1       | Хасрат Джафаров         | Греко-римская борьба (до 67 кг, мужчины) | 8 августа  |
| 2       | Георгий Мешвилдишвили   | Вольная борьба (до 125 кг, мужчины)      | 10 августа |
| 3       | Магомедхан Магомедов    | Вольная борьба (до 97 кг, мужчины)       | 11 августа |

| Медали по видам спорта | Медали по видам спорта | Медали по видам спорта | Медали по видам спорта | Медали по видам спорта |
| ---------------------- | ---------------------- | ---------------------- | ---------------------- | ---------------------- |
| Вид спорта             | 1                      | 2                      | 3                      | Итого                  |
| Бокс                   | 0                      | 1                      | 0                      | 1                      |
| Борьба                 | 0                      | 0                      | 3                      | 3                      |
| Дзюдо                  | 2                      | 0                      | 0                      | 2                      |
| Тхэквондо              | 0                      | 1                      | 0                      | 1                      |
| Всего                  | 2                      | 2                      | 3                      | 7                      |

| Медали по дням | Медали по дням | Медали по дням | Медали по дням | Медали по дням |
| -------------- | -------------- | -------------- | -------------- | -------------- |
| Дата           | 1              | 2              | 3              | Итого          |
| 27 июля        | 0              | 0              | 0              | 0              |
| 28 июля        | 0              | 0              | 0              | 0              |
| 29 июля        | 1              | 0              | 0              | 1              |
| 30 июля        | 0              | 0              | 0              | 0              |
| 31 июля        | 0              | 0              | 0              | 0              |
| 1 августа      | 1              | 0              | 0              | 1              |
| 2 августа      | 0              | 0              | 0              | 0              |
| 3 августа      | 0              | 0              | 0              | 0              |
| 4 августа      | 0              | 0              | 0              | 0              |
| 5 августа      | 0              | 0              | 0              | 0              |
| 6 августа      | 0              | 0              | 0              | 0              |
| 7 августа      | 0              | 1              | 0              | 1              |
| 8 августа      | 0              | 0              | 1              | 1              |
| 9 августа      | 0              | 1              | 0              | 1              |
| 10 августа     | 0              | 0              | 1              | 1              |
| 11 августа     | 0              | 0              | 1              | 1              |
| Всего          | 2              | 2              | 3              | 7              |

| Медали по полу | Медали по полу | Медали по полу | Медали по полу | Медали по полу |
| -------------- | -------------- | -------------- | -------------- | -------------- |
| Пол            | 1              | 2              | 3              | Итого          |
| Мужчины        | 2              | 2              | 3              | 7              |
| Женщины        | 0              | 0              | 0              | 0              |
| Всего          | 2              | 2              | 3              | 7              |

## Состав сборной

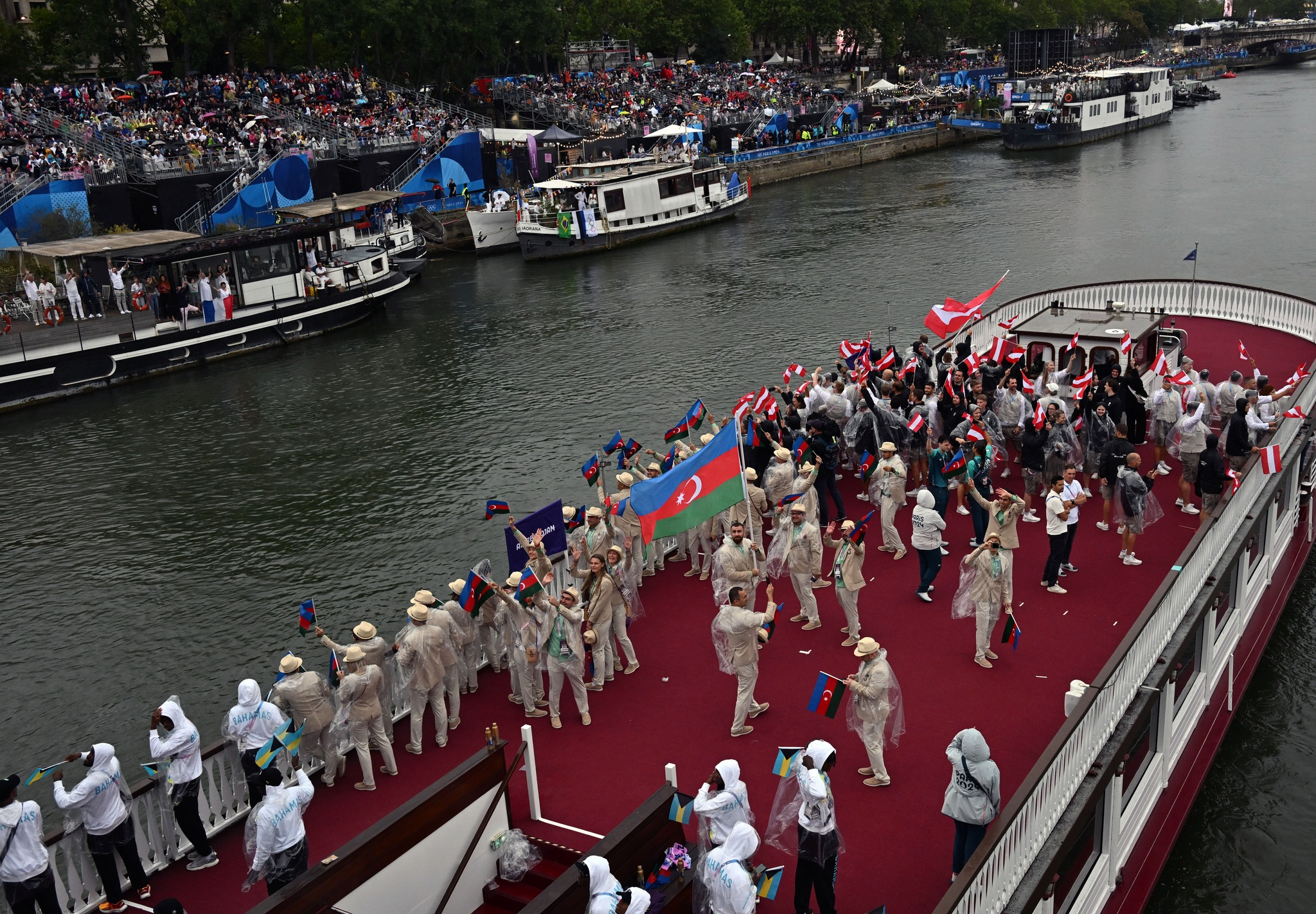
Олимпийская сборная Азербайджана на церемонии открытия летних Олимпийских игр 2024

На летних Олимпийских играх в Париже Азербайджан представляло 48 спортсменов в 15 видах спорта (28 мужчин и 20 женщин). Впервые Азербайджан был представлен в 15 видах спорта. В количественном плане состав сборной на четыре атлета превышал состав сборной на прошлой Олимпиаде, но уступал своим аналогам на Играх 2016 года (56 спортсменов) и 2012 года (53 спортсменов). По числу спортсменов Азербайджан вместе с Чили разделял 53-ю строку в списке всех стран участниц. Большинство спортсменов Азербайджана на Олимпиаде будут борцами (12 атлетов).
В состав сборной Азербайджана для участия в Играх 2024 года вошёл целый ряд олимпийских призёров: серебряные и бронзовые призёры Гаджи Алиев и Мария Стадник (оба — вольная борьба), бронзовые призёры Лорен Альфонсо Домингес (бокс), Сабах Шариати и Рафик Гусейнов (оба — греко-римская борьба). В общей сложности до старта Игр 2024 они завоевали 9 наград (4 серебряных и 5 бронзовых медалей). Вместе с этим второй раз в истории в составе сборной Азербайджана не будет победителя прошлых Олимпиад.
20 спортсменов, которые представляли Азербайджан на Олимпийских играх, являлись натурализованными (ранее они выступали за такие страны, как Россия, Куба, Украина, Индонезия, Иран, Грузия, США). Самым молодым членом сборной являлась 19-летняя гимнастка Ляман Алимурадова, а самым старшим — 37-летняя баскетболистка Мерседес Уокер. На церемонии открытия Олимпийских игр знаменосцами сборной были дзюдоистка Гюльтадж Мамедалиева и боксёр Мухаммад Абдуллаев, а на церемонии закрытия — тхэквондист Гашим Магомедов и гимнастка Зейнаб Гумметова.
28 спортсменов выступали на Олимпийских играх в первый раз: команда впервые была представлена в женском бадминтоне, прыжках на батуте и в женском баскетболе 3×3. Также команда страны по баскетболу стала первой участвующей на Олимпийских играх командой Азербайджана в игровых видах спорта за всё время выступления страны на Олимпиадах.
Азербайджан в Париже также представляли судьи: Асиф Ширалиев (борьба), Эмиль Гурбаналиев (бокс) и Фикрет Велиев (фехтование).
 Академическая гребля
1. Диана Дымченко

 Бадминтон
1. Эди Рески Двичао
2. Кейша Фатима Захра

 Баскетбол 3×3
1. Дина Ульянова
2. Тиффани Хейз
3. Александра Молленхауэр
4. Мерседес Уолкер

 Бокс
1. Ниджат Гусейнов
2. Малик Гасанов
3. Мурад Аллахвердиев
4. Лорен Альфонсо Домингес
5. Мухаммад Абдуллаев

 Борьба
Вольная борьба
1. Алиаббас Рзазаде
2. Гаджи Алиев
3. Туран Байрамов
4. Осман Нурмагомедов
5. Магомедхан Магомедов
6. Георгий Мешвилдишвили
7. Мария Стадник

Греко-римская борьба
1. Мурад Мамедов
2. Хасрат Джафаров
3. Санан Сулейманов
4. Рафик Гусейнов
5. Сабах Шариати

 Дзюдо
1. Балабей Агаев
2. Яшар Наджафов
3. Хидаят Гейдаров
4. Зелим Цкаев
5. Эльджан Гаджиев
6. Зелим Коцоев
7. Ушанги Кокаури
8. Лейла Алиева
9. Гюльтадж Мамедалиева

 Лёгкая атлетика
1. Анна Скидан

 Плавание
1. Рамиль Велизаде
2. Марьям Шейхализадехангях

 Прыжки на батуте
1. Сельджан Магсудова

 Стрельба
1. Руслан Лунёв

 Стрельба из лука
1. Яйлагюль Рамазанова

 Триатлон
1. Ростислав Певцов

 Тхэквондо
1. Гашим Магомедов

 Фехтование
1. Анна Башта

 Художественная гимнастика
1. Зохра Агамирова
2. Гюллю Агаларзаде
3. Елизавета Лузан
4. Ляман Алимурадова
5. Зейнаб Гумметова
6. Дарья Сорокина

## Результаты соревнований

### Академическая гребля
В академической гребле лицензию от Азербайджана 28 апреля 2024 года завоевала Диана Дымченко, после того как заняла второе место на дистанции 2000 м на Европейском квалификационном турнире в венгерском Сегеде.
Женщины
| Спортсмены     | Соревнование | Предварительный заезд | Предварительный заезд | Предварительный заезд | Отборочный заезд | Отборочный заезд | Отборочный заезд | Четвертьфинал | Четвертьфинал | Четвертьфинал | Полуфинал     | Полуфинал     | Полуфинал     | Финал   | Финал   | Итоговое место |
| Спортсмены     | Соревнование | Заезд                 | Время                 | Место                 | Заезд            | Время            | Место            | Заезд         | Время         | Место         | Заезд         | Время         | Место         | Время   | Место   | Итоговое место |
| -------------- | ------------ | --------------------- | --------------------- | --------------------- | ---------------- | ---------------- | ---------------- | ------------- | ------------- | ------------- | ------------- | ------------- | ------------- | ------- | ------- | -------------- |
| Диана Дымченко | одиночки     | 5                     | 7:52.53               | 3 Q                   | Не участвовала   | Не участвовала   | Не участвовала   | 3             | 7:53.76       | 4 QC/D        | Полуфинал C/D | Полуфинал C/D | Полуфинал C/D | Финал C | Финал C | 17             |
| Диана Дымченко | одиночки     | 5                     | 7:52.53               | 3 Q                   | Не участвовала   | Не участвовала   | Не участвовала   | 3             | 7:53.76       | 4 QC/D        | 2             | 7:59.23       | 3 QC          | 7:35.19 | 5       | 17             |

### Бадминтон
Второй раз в истории Азербайджан будет представлен на летних Олимпийских играх в бадминтоне и впервые — в женском бадминтоне. Путёвку в этом виде спорта завоевали для страны Эди Рески Двичао и Кейша Фатима Захра. Для Двичао это будет вторая Олимпиада в карьере, для Захры же — первая.
Мужчины
| Спортсмен        | Соревнование     | Групповой раунд     | Групповой раунд      | Групповой раунд | 1/8 финала           | Четвертьфинал        | Полуфинал            | Финал                | Финал                |
| Спортсмен        | Соревнование     | Соперник Результат  | Соперник Результат   | Место           | Соперник Результат   | Соперник Результат   | Соперник Результат   | Соперник Результат   | Место                |
| ---------------- | ---------------- | ------------------- | -------------------- | --------------- | -------------------- | -------------------- | -------------------- | -------------------- | -------------------- |
| Эди Рески Двичао | одиночный разряд | AUTК. Филимон В 2:0 | DENА. Антонсен П 0:2 | 2               | Завершил выступление | Завершил выступление | Завершил выступление | Завершил выступление | Завершил выступление |

Женщины
| Спортсмен          | Соревнование     | Групповой раунд     | Групповой раунд     | Групповой раунд | 1/8 финала            | Четвертьфинал         | Полуфинал             | Финал                 | Финал                 |
| Спортсмен          | Соревнование     | Соперник Результат  | Соперник Результат  | Место           | Соперник Результат    | Соперник Результат    | Соперник Результат    | Соперник Результат    | Место                 |
| ------------------ | ---------------- | ------------------- | ------------------- | --------------- | --------------------- | --------------------- | --------------------- | --------------------- | --------------------- |
| Кейша Фатима Захра | одиночный разряд | CHNХ. Бинцзяо П 0:2 | GBRК. Гильмор П 0:2 | 3               | Завершила выступление | Завершила выступление | Завершила выступление | Завершила выступление | Завершила выступление |

### Баскетбол 3×3
Женщины

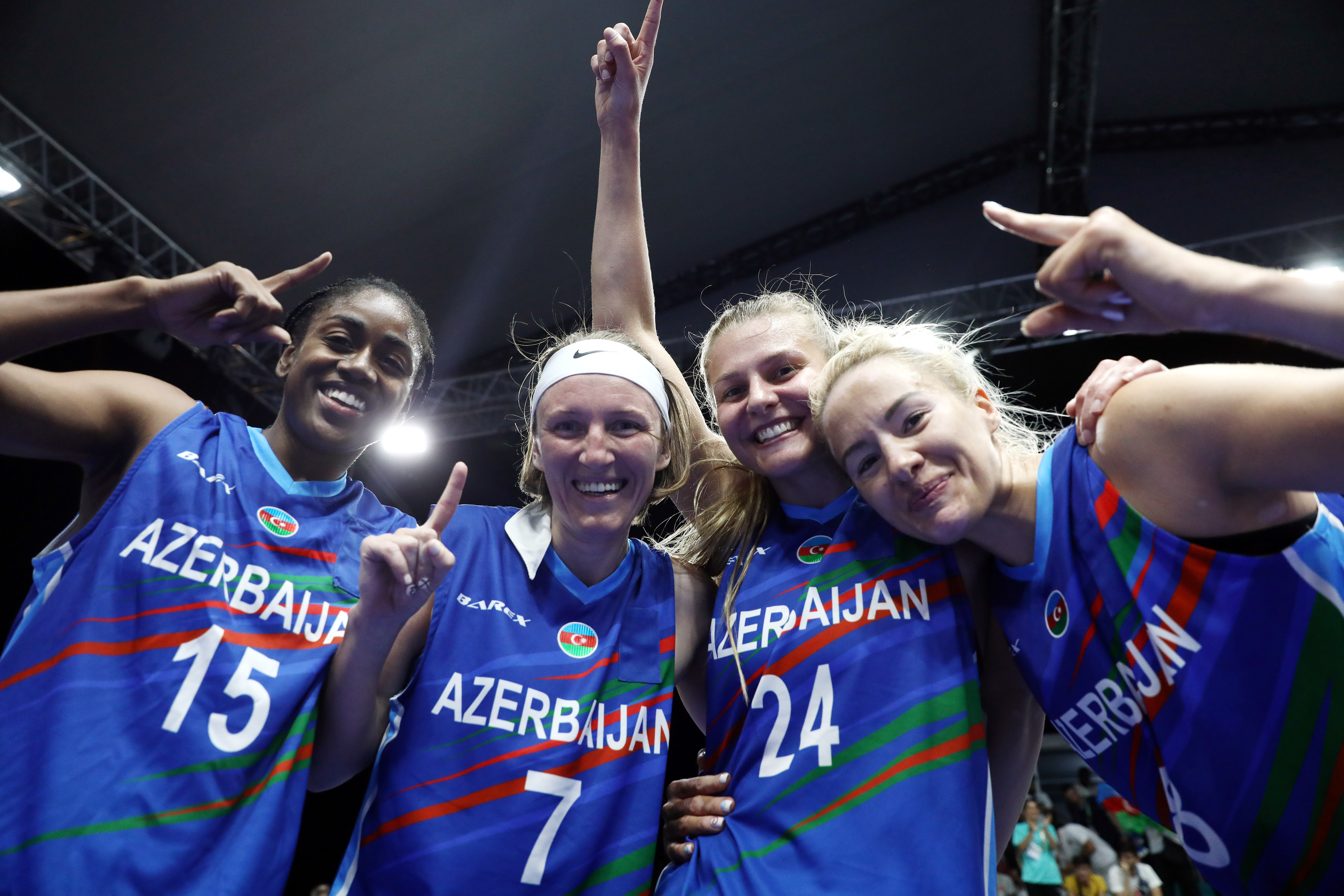
Женская сборная Азербайджана по баскетболу 3×3 стала первой командой Азербайджана в игровых видах спорта за всё время выступления страны на Олимпиадах

14 апреля 2024 года женская сборная Азербайджана по баскетболу 3×3 впервые в истории азербайджанского баскетбола завоевала лицензию на Олимпиаду, став победителем квалификационного турнира в Гонконге. Таким образом впервые в истории Азербайджан завоевал олимпийскую лицензию в командном виде спорта. Азербайджан стал четвёртой по счёту командой, добывшей лицензию на Олимпиаду.
Состав
| Номер | Имя                    | Дата рождения    | Рост, см |
| ----- | ---------------------- | ---------------- | -------- |
| 8     | Дина Ульянова          | 1 сентября 1989  | 185      |
| 1     | Тиффани Хейз           | 29 сентября 1989 | 178      |
| 24    | Александра Молленхауэр | 4 мая 1998       | 182      |
| 45    | Мерседес Уолкер        | 17 октября 1986  | 191      |

| Имя           | Гражданство | Дата рождения |
| ------------- | ----------- | ------------- |
| Ратомир Делич | Сербия      | 1996          |

Результаты
Групповой этап
| Место | Сборная     | И | В | П | ОЗ  | ОП  | +/- | Квалификация  |
| ----- | ----------- | - | - | - | --- | --- | --- | ------------- |
| 1     | Германия    | 7 | 6 | 1 | 117 | 100 | +17 | Полуфинал     |
| 2     | Испания     | 7 | 4 | 3 | 115 | 114 | +1  | Полуфинал     |
| 3     | США         | 7 | 4 | 3 | 108 | 109 | -1  | Четвертьфинал |
| 4     | Канада      | 7 | 4 | 3 | 129 | 112 | +17 | Четвертьфинал |
| 5     | Австралия   | 7 | 4 | 3 | 127 | 122 | +5  | Четвертьфинал |
| 6     | Китай       | 7 | 2 | 5 | 107 | 123 | -16 | Четвертьфинал |
| 7     | Азербайджан | 7 | 2 | 5 | 106 | 123 | -17 |               |
| 8     | Франция     | 7 | 2 | 5 | 99  | 105 | -6  |               |

| 30 июля 2024 21:00 UTC+1 | отчёт | Азербайджан | 16:18 | Испания               | Площадь Согласия, Париж Судьи: Эдмонд Хо, Дороти Окатч |
| 30 июля 2024 21:00 UTC+1 | отчёт | Хейз (10)   | Очки  | Гимено, Алонсо (по 5) | Площадь Согласия, Париж Судьи: Эдмонд Хо, Дороти Окатч |

| 31 июля 2024 21:30 UTC+1 | отчёт | США       | 17:20 | Азербайджан | Площадь Согласия, Париж Судьи: Джасмина Джурас, Ким Га Ин |
| 31 июля 2024 21:30 UTC+1 | отчёт | Хэмби (7) | Очки  | Хейз (11)   | Площадь Согласия, Париж Судьи: Джасмина Джурас, Ким Га Ин |

| 1 августа 2024 12:30 UTC+1 | отчёт | Азербайджан | 10:15 | Франция     | Площадь Согласия, Париж Судьи: Дороти Окатч, Маркос Михаэлидес |
| 1 августа 2024 12:30 UTC+1 | отчёт | Хейз (5)    | Очки  | Лимузин (5) | Площадь Согласия, Париж Судьи: Дороти Окатч, Маркос Михаэлидес |

| 1 августа 2024 18:30 UTC+1 | отчёт | Германия                   | 12:8 | Азербайджан     | Площадь Согласия, Париж Судьи: Ким Га Ин, Эдмонд Хо |
| 1 августа 2024 18:30 UTC+1 | отчёт | Брункхорст, Райхарт (по 4) | Очки | Молленхауэр (4) | Площадь Согласия, Париж Судьи: Ким Га Ин, Эдмонд Хо |

| 2 августа 2024 09:30 UTC+1 | отчёт | Австралия | 21:12 | Азербайджан | Площадь Согласия, Париж Судьи: Дина Джексон, Дороти Окатч |
| 2 августа 2024 09:30 UTC+1 | отчёт | Уиттл (8) | Очки  | Хейз (6)    | Площадь Согласия, Париж Судьи: Дина Джексон, Дороти Окатч |

| 2 августа 2024 17:30 UTC+1 | отчёт | Азербайджан | 21:19 ОТ | Китай        | Площадь Согласия, Париж Судьи: Маркос Михаэлидес, Ким Га Ин |
| 2 августа 2024 17:30 UTC+1 | отчёт | Хейз (11)   | Очки     | Миньлинь (8) | Площадь Согласия, Париж Судьи: Маркос Михаэлидес, Ким Га Ин |

| 3 августа 2024 17:30 UTC+1 | отчёт | Канада    | 21:19 | Азербайджан | Площадь Согласия, Париж Судьи: Дороти Окатч, Эдмонд Хо |
| 3 августа 2024 17:30 UTC+1 | отчёт | Плуфф (8) | Очки  | Хейз (9)    | Площадь Согласия, Париж Судьи: Дороти Окатч, Эдмонд Хо |

Итог:

### 

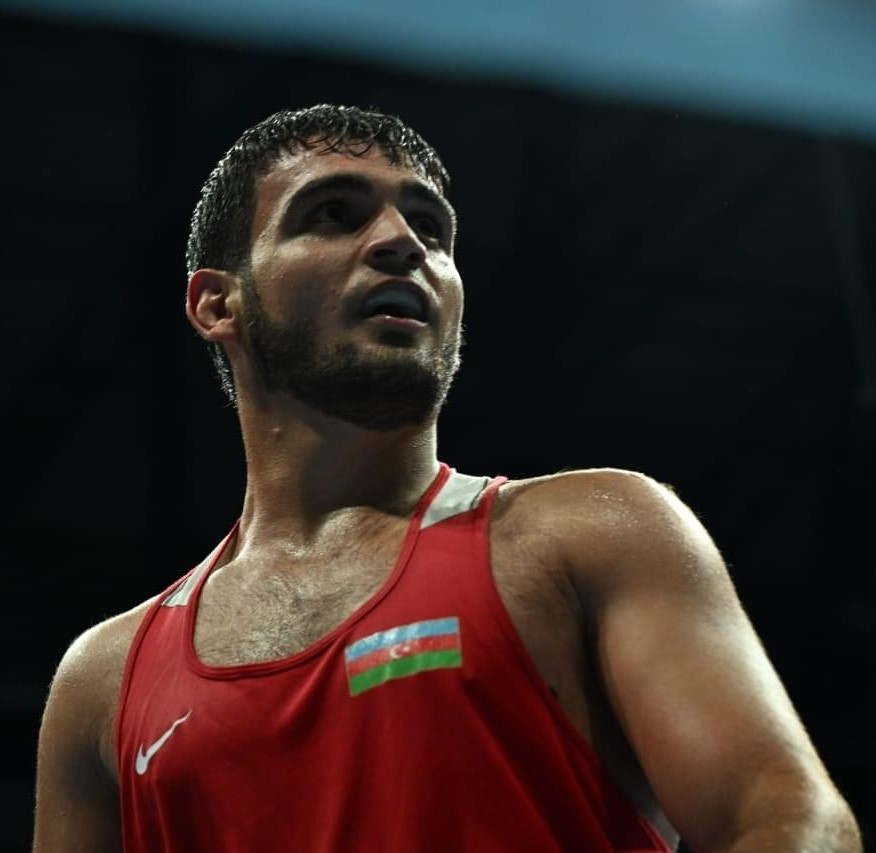
21-летнему Мураду Аллахвердиеву первому из азербайджанских боксёров удалось завоевать лицензию на Олимпиаду, которая стала первой в его карьере

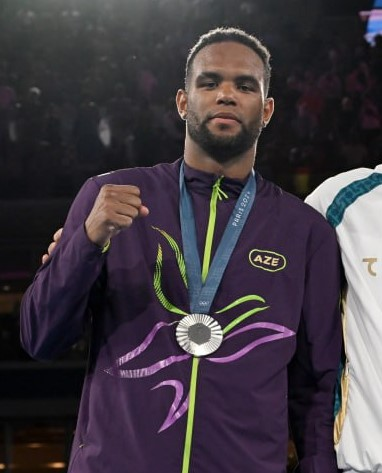
Серебряный призёр Олимпийских игр 2024 Лорен Альфонсо Домингес на церемонии награждения

### Бокс

#### Отбор на Игры
Первым из азербайджанских боксёров лицензию на Игры завоевал Мурад Аллахвердиев (до 80 кг), благодаря тому, что сумел пробиться в полуфинал Европейских игр 2023. Вторую лицензию на этом же турнире завоевал Мухаммад Абдуллаев (свыше 92 кг) благодаря выходу в финал Евроигр. В марте 2024 года очередную лицензию завоевал Ниджат Гусейнов (до 51 кг) благодаря выходу в полуфинал I Мирового олимпийского квалификационного турнира в итальянском Бусто-Арсицио. В конце мая — начале июня на II Мировом олимпийском квалификационном турнире в Бангкоке лицензии на Олимпиаду завоевали Малик Гасанов (до 63,5 кг) и кубинский легионер Лорен Альфонсо Домингес (до 92 кг) благодаря выходу в полуфинал турнира. В весе же до 71 кг большие шансы на завоевание лицензии были у бронзового призёра чемпионата мира 2021 года Сархана Алиева, который на двух лицензионных турнирах останавливался в шаге от получения лицензии. Таким образом, состав олимпийской сборной Азербайджана по боксу будет состоять из пяти спортсменов, как и на прошлых Играх в Токио. Учитывая уменьшение количества олимпийских весовых категорий в боксе, этот результат для мужской сборной спортивные обозреватели считали удовлетворительным.

#### Выступления спортсменов

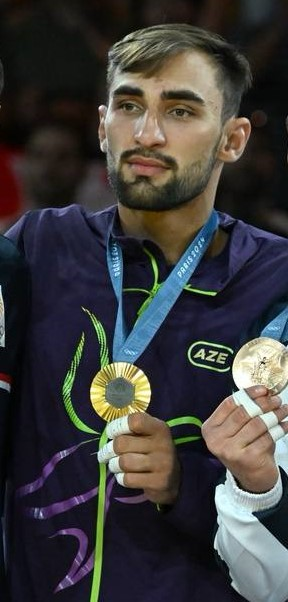
Олимпийский чемпион Зелим Коцоев на церемонии награждения

Мужчины
| Спортсмены              | Категория   | 1/16 финала        | 1/8 финала             | Четвертьфинал        | Полуфинал            | Финал                  | Место                |
| Спортсмены              | Категория   | Соперник Результат | Соперник Результат     | Соперник Результат   | Соперник Результат   | Соперник Результат     | Место                |
| ----------------------- | ----------- | ------------------ | ---------------------- | -------------------- | -------------------- | ---------------------- | -------------------- |
| Ниджат Гусейнов         | до 51 кг    | Не участвовал      | DOMЮ. Алькантара П 0:5 | Завершил выступление | Завершил выступление | Завершил выступление   | Завершил выступление |
| Малик Гасанов           | до 63,5 кг  | Не участвовал      | GEOЛ. Гурули П 0:5     | Завершил выступление | Завершил выступление | Завершил выступление   | Завершил выступление |
| Мурад Аллахвердиев      | до 80 кг    | Не участвовал      | EGYА. Ораби В 5:0      | KAZН. Оралбай П 0:5  | Завершил выступление | Завершил выступление   | Завершил выступление |
| Лорен Альфонсо Домингес | до 92 кг    | Не проводился      | CUBХ. Ла Крус В 3:2    | KAZА. Оралбай В 3:2  | ESPЭ. Рейес В 4:1    | UZBЛ. Муллажонов П 0:5 | 2                    |
| Мухаммад Абдуллаев      | свыше 92 кг | Не проводился      | GERН. Тиафак П 0:5     | Завершил выступление | Завершил выступление | Завершил выступление   | Завершил выступление |

### Борьба

#### Отбор на Игры

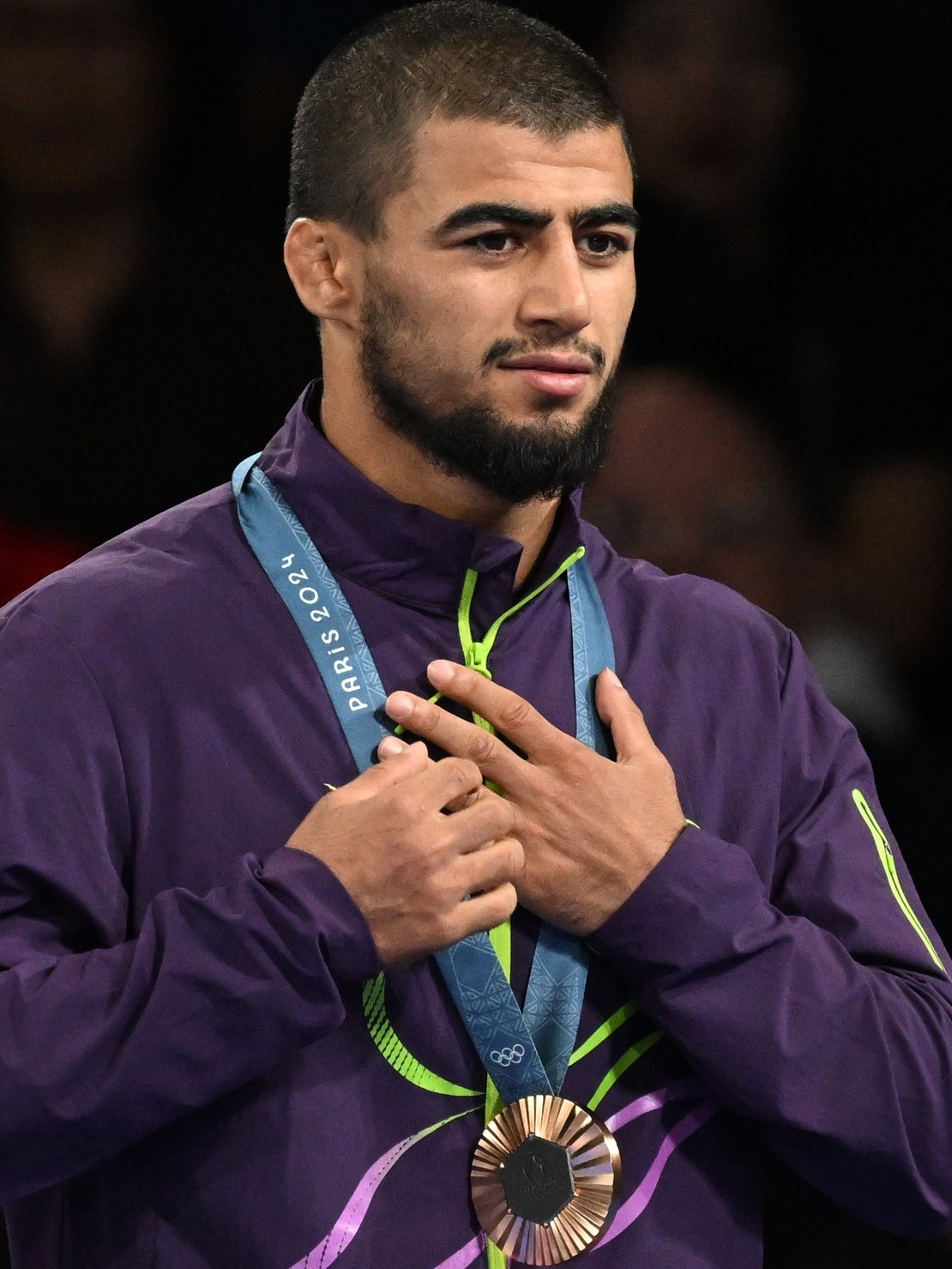
Бронзовый призёр Олимпийских игр 2024 21-летний Хасрат Джафаров первым из азербайджанских борцов греко-римского стиля завоевал лицензию на Олимпиаду и ехал на свои первые в карьере Игры в статусе лидера мирового рейтинга

Первые лицензии Азербайджана в борьбе завоевали в сентябре 2023 года на чемпионате мира в Белграде борец вольного стиля серебряный призёр турнира Магомедхан Магомедов (97 кг) и борцы греко-римского стиля также серебряные призёры турнира Санан Сулейманов (77 кг) и Хасрат Джафаров (67 кг). На этом чемпионате мира два раза в шаге от завоевания лицензии остановился борец греко-римского стиля Ислам Аббасов (87 кг), сначала уступив схватку за бронзу, а затем — и за лицензию. Неудачно на первенстве мира выступили и борцы греко-римского стиля в других олимпийских весах: Нихат Мамедли (60 кг), Ариф Нифтуллаев (97 кг) и Бека Канделаки. Из борцов вольного стиля Туран Байрамов (74 кг) три раза упустил шанс выиграть лицензию на этом турнире. Сначала он проиграл полуфинал, после этого схвату за бронзу, а в поединке за пятое место, также обеспечивавшего получение лицензии, Байрамов, ведя до перерыва со счётом 8:0, уступил со счётом 8:9 за секунду до конца встречи. Не смогли завоевать лицензию на этом турнире и другие борцы вольного стиля в олимпийских весах среди мужчин (Алиаббас Рзазаде (57 кг), капитан сборной Азербайджана по вольной борьбе Гаджи Алиев (65 кг), Абубакр Абакаров (86 кг) и Георгий Мешвилдишвили (125 кг)) и среди женщин (Мария Стадник (50 кг), Эльнура Мамедова (53 кг), Жаля Алиева (57 кг), Элис Манолова (62 кг)). Итоговый результат борцов вольного стиля вызвал критику в адрес главного тренера сборной Хетага Гозюмова.
В апреле 2024 года на Европейском квалификационном турнире в Баку, где путёвку на Игры получали победители полуфинальных схваток, Азербайджану удалось завоевать пять лицензий. Все они были добыты в вольной борьбе среди мужчин: Алиаббасом Рзазаде (57 кг), Гаджи Алиевым (65 кг), Тураном Байрамовым (74 кг), сменившим вес Османом Нурмагомедовым (86 кг) и Георгием Мешвилдишвили (130 кг). Таким образом Азербайджан стал первой страной, взявшей лицензии во всех шести весовых категориях в вольной борьбе среди мужчин. В шаге от завоевания лицензии остановились борец греко-римского стиля Бека Канделаки и лидер сборной Азербайджана по женской борьбе Мария Стадник, которая, ведя в счёте, пропустила приём за 5 секунд до конца схватки. Остальные азербайджанские борцы греко-римского стиля и представительницы женской борьбы на этом турнире не сумели дойти до полуфинала.
В мае 2024 года на Мировом квалификационном турнире в Стамбуле, где путёвку на Игры получали победители полуфинальных схваток и занявшие третье место, Азербайджану удалось завоевать ещё три лицензии в греко-римской борьбе и одну лицензию в женской. Так, Мураду Мамедову, Рафику Гусейнову и Сабаху Шариати удалось выиграть свои полуфинальные схватки и добыть лицензии. Мурад Ахмадиев же проиграл японскому спортсмену, чьё поражение в полуфинале лишило Азербайджан шанса добыть шестую лицензию в греко-римской борьбе. В женской борьбе единственную лицензию для Азербайджана выиграла Мария Стадник, занявшая третье место на турнире. Таким образом Стадник стала первой и пока единственной спортсменкой в истории женской борьбы, которая завоевала лицензии на пять Олимпийских игр.

#### Выступления спортсменов

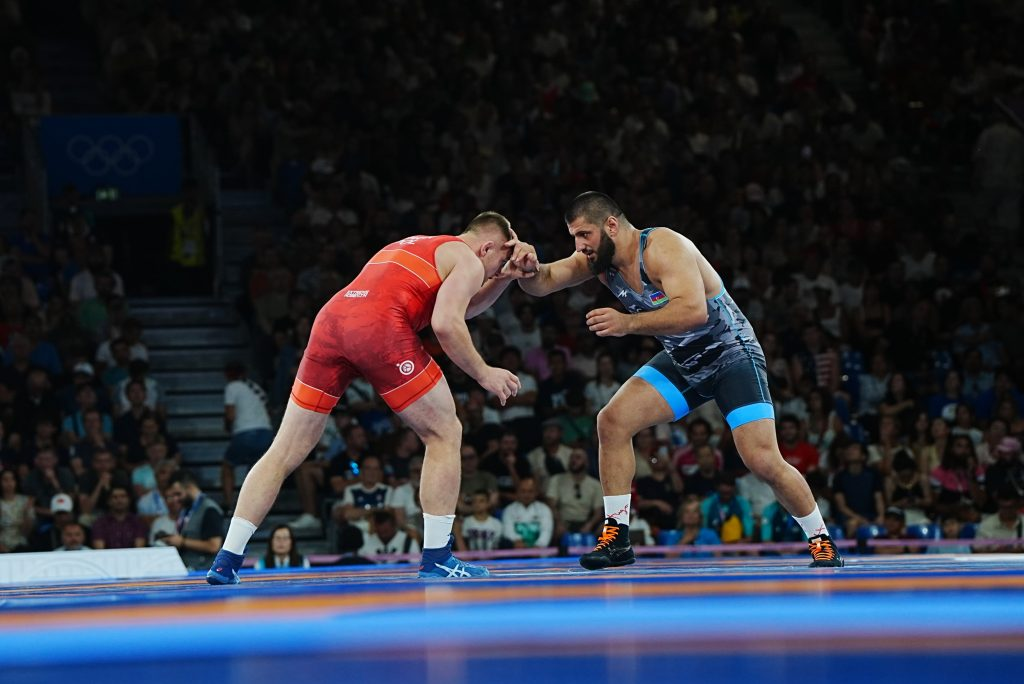
Георгий Мешвилдишвили (в синем) борется за бронзу Олимпийских игр

Первыми из борцов своё выступление на Олимпиаде начали борцы греко-римского стиля Мурад Мамедов (60 кг) и Сабах Шариати (130 кг). Для сменившего весовую категорию Мамедова это были первые Игры в карьере. Но он уже в 1/8 финала сенсационно проиграл Райберу Родригесу из Венесуэлы из-за собственных «детских» ошибок. а дальнейшее поражение Родригеса лишило Мамедова шанса бороться за бронзу. Бронзовый призёр Олимпиады 2016 года Шариати на вторых в своей карьере Играх, несмотря на то, что через некоторое время после завоевания лицензии получил травму лодыжки, сумел дойти до полуфинала, где уступил четырёхкратному олимпийскому чемпиону кубинцу Михайну Лопесу, а в схватке за бронзу — Амину Мирзазаде из Ирана. После окончания схватки Шариати торжественно попрощался с борьбой. В этот момент Мирзазаде поднял его на плечи и вместе с тренером сборной Ирана пронёс по ковру.
На следующий день на ковёр вышли единственный представитель женской борьбы от Азербайджана четырёхкратная призерка Олимпийских игр и двукратная чемпионка мира Мария Стадник, которая сумела выйти в четвертьфинал, но уступила серебряной призёрке последнего чемпионата мира монгольской спортсменке Отгонжаргал Долгоржав. Из-за поражения Долгоржав в полуфинале Стадник завершила выступление. Дебютант Игр двукратный серебряный призёр чемпионатов мира Санан Сулейманов всего за 10 дней до начала соревнования получил травму (разрыв мышцы ноги). Но несмотря на это ему удалось дойти до полуфинала, где он проиграл Демеу Жадраеву из Казахстана, которого ранее побеждал на последнем чемпионате мира. Схватку же за бронзу Сулейманов проиграл действующему чемпиону мира Акжолу Махмудову из Кыргызстана, которому уступил на последнем первенстве мира. По словам бывшего главного тренера сборной Азербайджана по греко-римской борьбе Эльчина Джафарова, из-за травмы Сулейманов смог показать лишь 15-20 % своего потенциала.
Единственную медаль Азербайджана в греко-римской борьбе принёс дебютировавший на Олимпиаде 21-летний Хасрат Джафаров. Ещё до старта соревнований главными конкурентами Джафарова считались кубинский и иранский спортсмены, которые попали в другую подгруппу. На пути к финалу Джафаров одолел представителя Египта бронзового призёра Игр в Токио Мохамеда Эльсайеда и борца из Молдавии Валентина Петича. Путь Джафарова к финалу преградил выступающий за Украину азербайджанец серебряный призёр Токио 2020 Парвиз Насибов. Во встрече за бронзу Джафаров досрочно победил Амантура Исмайлова из Кыргызстана. По словам личного тренера Хасрата Джафарова Вагифа Фейзуллаева, судьи в полуфинале не обратили внимания на нарушение правил со стороны Насибова, который, как отмечает Фейзуллаев, мешал Хасрату ударами ногами и головой. По словам азербайджанского ветерана греко-римской борьбы Талеха Мамедова, в полуфинале Джафаров допустил ошибку, поднимая Парвиза Насибова из партера, оказавшись под соперником и проиграв в итоге лишь по принципу последнего очка. Выступавший в этот же день олимпийский призёр в весовой категории до 77 кг и двукратный чемпион мира в весовой категории до 82 кг Рафик Гусейнов не считался фаворитом. Гусейнов уже на старте встретился с последним чемпионом мира Давидом Лошонци из Венгрии и, несмотря на оказанное сопернику сопротивление, проиграл. Поражение же Лошонци в полуфинале Семену Новикову из Болгарии лишило Гусейнова шанса бороться за бронзовую медаль.
Вольная борьба
| Спортсмены            | Категория | 1/8 финала              | Четвертьфинал           | Полуфинал               | Финал                  | Место                |
| Спортсмены            | Категория | Соперник Результат      | Соперник Результат      | Соперник Результат      | Соперник Результат     | Место                |
| --------------------- | --------- | ----------------------- | ----------------------- | ----------------------- | ---------------------- | -------------------- |
| Алиаббас Рзазаде      | до 57 кг  | UZBГ. Абдуллаев П 4:11  | Завершил выступление    | Завершил выступление    | Завершил выступление   | Завершил выступление |
| Гаджи Алиев           | до 65 кг  | MEXО. Гомес В 7:0       | HUNИ. Мусукаев П 3:10   | Завершил выступление    | Завершил выступление   | Завершил выступление |
| Туран Байрамов        | до 74 кг  | ALBЧ. Валиев П 4:3      | Завершил выступление    | Завершил выступление    | Завершил выступление   | Завершил выступление |
| Осман Нурмагомедов    | до 86 кг  | MGLБ. Бат-Эрдэнэ В 11:2 | SMRМ. Амин П 14:16      | Завершил выступление    | Завершил выступление   | Завершил выступление |
| Магомедхан Магомедов  | до 97 кг  | DOMЛ. Перес В 9:0       | POLЗ. Барановский В 7:2 | GEOГ. Мачарашвили П 0:5 | За 3-е место           | 3                    |
| Магомедхан Магомедов  | до 97 кг  | DOMЛ. Перес В 9:0       | POLЗ. Барановский В 7:2 | GEOГ. Мачарашвили П 0:5 | UKRМ. Мчедлидзе В 10:0 | 3                    |
| Георгий Мешвилдишвили | до 125 кг | EGYД. Камал В 4:0       | MGLЛ. Мунхтур В 12:2    | GEOГ. Петриашвили П 0:7 | За 3-е место           | 3                    |
| Георгий Мешвилдишвили | до 125 кг | EGYД. Камал В 4:0       | MGLЛ. Мунхтур В 12:2    | GEOГ. Петриашвили П 0:7 | POLР. Баран В 9:3      | 3                    |

Греко-римская борьба
| Спортсмены       | Категория | 1/8 финала             | Четвертьфинал        | Полуфинал            | Финал                 | Место                |
| Спортсмены       | Категория | Соперник Результат     | Соперник Результат   | Соперник Результат   | Соперник Результат    | Место                |
| ---------------- | --------- | ---------------------- | -------------------- | -------------------- | --------------------- | -------------------- |
| Мурад Мамедов    | до 60 кг  | VENР. Родригес П 5:6   | Завершил выступление | Завершил выступление | Завершил выступление  | Завершил выступление |
| Хасрат Джафаров  | до 67 кг  | EGYМ. Эльсайед В 9:0   | MDAВ. Петич В 3:1    | UKRП. Насибов П 3:3  | За 3-е место          | 3                    |
| Хасрат Джафаров  | до 67 кг  | EGYМ. Эльсайед В 9:0   | MDAВ. Петич В 3:1    | UKRП. Насибов П 3:3  | KGZА. Исмаилов В 8:0  | 3                    |
| Санан Сулейманов | до 77 кг  | BULА. Мнацаканян В 2:0 | HUNЗ. Леваи В 1:1    | KAZД. Жадраев П 1:6  | За 3-е место          | 5                    |
| Санан Сулейманов | до 77 кг  | BULА. Мнацаканян В 2:0 | HUNЗ. Леваи В 1:1    | KAZД. Жадраев П 1:6  | KGZА. Махмудов П 5:6  | 5                    |
| Рафик Гусейнов   | до 87 кг  | HUNД. Лошонци П 2:5    | Завершил выступление | Завершил выступление | Завершил выступление  | Завершил выступление |
| Сабах Шариати    | до 130 кг | ESTХ. Наби В 1:1       | KAZА. Сыздыков В 4:0 | CUBМ. Лопес П 1:4    | За 3-е место          | 5                    |
| Сабах Шариати    | до 130 кг | ESTХ. Наби В 1:1       | KAZА. Сыздыков В 4:0 | CUBМ. Лопес П 1:4    | IRIА. Мирзазаде П 0:4 | 5                    |

Женская борьба
| Спортсмены    | Категория | 1/8 финала          | Четвертьфинал           | Полуфинал             | Финал                 | Место                 |
| Спортсмены    | Категория | Соперник Результат  | Соперник Результат      | Соперник Результат    | Соперник Результат    | Место                 |
| ------------- | --------- | ------------------- | ----------------------- | --------------------- | --------------------- | --------------------- |
| Мария Стадник | до 50 кг  | GERА. Блайвас В 6:2 | MGLД. Отгонжаргал П 4:4 | Завершила выступление | Завершила выступление | Завершила выступление |

### Гимнастика

#### Прыжки на батуте
Сельджан Магсудова стала обладательницей лицензии на Олимпийские игры 25 марта 2024 года.
Женщины
| Спортсмены         | Соревнование      | Квалификация   | Квалификация   | Квалификация | Финал                 | Финал                 |
| Спортсмены         | Соревнование      | Очки           | Очки           | Место        | Очки                  | Место                 |
| Спортсмены         | Соревнование      | Первая попытка | Вторая попытка | Место        | Очки                  | Место                 |
| ------------------ | ----------------- | -------------- | -------------- | ------------ | --------------------- | --------------------- |
| Сельджан Магсудова | личное первенство | 42,950         | 53,750         | 10           | Завершила выступление | Завершила выступление |

#### Художественная гимнастика
Зохра Агамирова стала обладательницей лицензии на Олимпийские игры по итогам выступления на чемпионате мира по художественной гимнастике в августе 2023 года в Валенсии, где она заняла 12-е место.
В мае 2024 года на чемпионате Европы по художественной гимнастике в Будапеште олимпийскую лицензию завоевала команда Азербайджана, в составе которой были Ляман Алимурадова, Елизавета Лузан, Зейнаб Гумметова, Гюллю Агаларзаде, Камилла Алиева и Дарья Сорокина (в запасе), набрав в групповом многоборьбе 70.200 очков и заняв четвёртое место.
Женщины
| Спортсмены      | Соревнование      | Квалификация | Квалификация | Финал                 | Финал                 |
| Спортсмены      | Соревнование      | Очки         | Место        | Очки                  | Место                 |
| --------------- | ----------------- | ------------ | ------------ | --------------------- | --------------------- |
| Зохра Агамирова | личное многоборье | 117.850      | 19           | Завершила выступление | Завершила выступление |

| Спортсмены                                                                         | Соревнование         | Квалификация | Квалификация    | Квалификация | Квалификация | Финал     | Финал           | Финал  | Финал |
| Спортсмены                                                                         | Соревнование         | 5 обручей    | 3 ленты, 2 мяча | Всего        | Место        | 5 обручей | 3 ленты, 2 мяча | Всего  | Место |
| ---------------------------------------------------------------------------------- | -------------------- | ------------ | --------------- | ------------ | ------------ | --------- | --------------- | ------ | ----- |
| Гюллю Агаларзаде Елизавета Лузан Ляман Алимурадова Зейнаб Гумметова Дарья Сорокина | групповое многоборье | 33.850       | 28.150          | 62.000       | 8 Q          | 34.850    | 31.600          | 66.450 | 5     |

### Дзюдо

#### Отбор на Игры

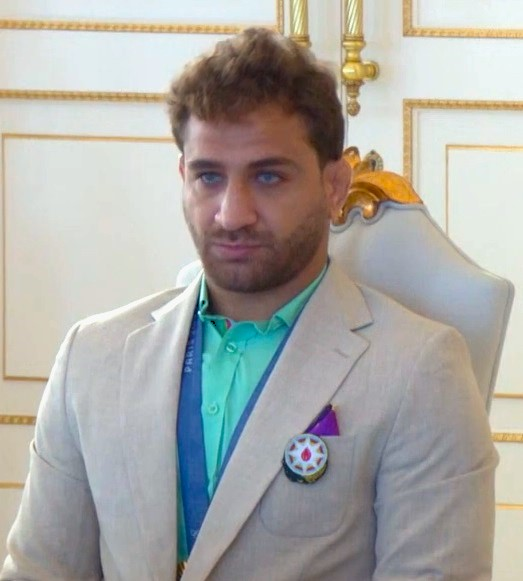
Ставший в Париже олимпийским чемпионом дзюдоист Хидаят Гейдаров участвовал на своих первых в карьере Играх в статусе действующего чемпиона мира и лидера мирового рейтинга

В конце мая, некоторое время спустя после чемпионата мира в Абу-Даби, Международная федерация дзюдо опубликовала последний олимпийский рейтинг. Согласно этому рейтингу 12 дзюдоистов сборной Азербайджана получили право выступать на Олимпийских играх в Париже. Однако из-за того, что в некоторых весах в рейтинг вошли два спортсмена, а каждая страна может отправить в каждой весовой категории только одного дзюдоиста, то на Играх Азербайджан представят девять дзюдоистов. Так, если Яшар Наджафов (до 66 кг), Хидаят Гейдаров (до 73 кг), Зелим Коцоев (до 100 кг), Ушанги Кокаури (свыше 100 кг) и Лейла Алиева (до 48 кг) гаранитировали себе лицензию, то в других весах есть внутренняя конкуренция и шансы принять участие на Играх имеют Балабей Агаев, Туран Байрамов (оба — до 60 кг), Зелим Цкаев и Саид Моллаеи (оба — до 81 кг), Мурад Фатиев и Эльджан Гаджиев (оба — до 90 кг), Гюльтадж Мамедалиева и Айдан Велиева (оба — до 52 кг). Кроме того, Азербайджан стал единственной страной, сразу два представителя которого заняли в весовой категории 90 кг среди мужчин места, дающие право на лицензию. Также впервые в истории сразу два азербайджанских дзюдоиста завоевали лицензии как лидеры своих весовых категорий в олимпийском рейтинге. Это Гейдаров и Коцоев, выигравшие в мае первенство мира. Окончательный состав сборной Азербайджана по дзюдо на Олимпийские игры 2024 в Париже определился 1 июля.

#### Выступления спортсменов
Мужчины
| Спортсмены      | Категория    | Первый раунд       | 1/16 финала          | 1/8 финала                  | Четвертьфинал            | Полуфинал              | Финал                     | Место                |
| Спортсмены      | Категория    | Соперник Результат | Соперник Результат   | Соперник Результат          | Соперник Результат       | Соперник Результат     | Соперник Результат        | Место                |
| --------------- | ------------ | ------------------ | -------------------- | --------------------------- | ------------------------ | ---------------------- | ------------------------- | -------------------- |
| Балабей Агаев   | до 60 кг     | Не участвовал      | Не участвовал        | KORК. Вонджин П 00:10       | Завершил выступление     | Завершил выступление   | Завершил выступление      | Завершил выступление |
| Яшар Наджафов   | до 66 кг     | Не участвовал      | SRBС. Бунчич П 00:01 | Завершил выступление        | Завершил выступление     | Завершил выступление   | Завершил выступление      | Завершил выступление |
| Хидаят Гейдаров | до 73 кг     | Не участвовал      | Не участвовал        | ISRТ. Бутбуль В 10:00       | CANА. Маргелидон В 10:00 | KOSА. Гякова В 01:00   | FRAЖ.-Б. Габа В 10:00     | 1                    |
| Зелим Цкаев     | до 81 кг     | Не участвовал      | FRAА. Джало П 00:10  | Завершил выступление        | Завершил выступление     | Завершил выступление   | Завершил выступление      | Завершил выступление |
| Эльджан Гаджиев | до 90 кг     | Не участвовал      | TURМ. Жганк В 01:00  | FRAМ-Г. Нгаяп Хамбу П 00:10 | Завершил выступление     | Завершил выступление   | Завершил выступление      | Завершил выступление |
| Зелим Коцоев    | до 100 кг    | Не участвовал      | Не участвовал        | POLП. Кучера В 10:00        | ISRП. Пальчик В 01:00    | UZBМ. Туробоев В 01:00 | GEOИ. Суламанидзе В 10:01 | 1                    |
| Ушанги Кокаури  | свыше 100 кг | Не участвовал      | BRAР. Сильва В 10:00 | FINМ. Пуумалайнен В 10:00   | KORК. Минджон П 00:01    | Утешительный турнир    | Утешительный турнир       | 7                    |
| Ушанги Кокаури  | свыше 100 кг | Не участвовал      | BRAР. Сильва В 10:00 | FINМ. Пуумалайнен В 10:00   | KORК. Минджон П 00:01    | CUBЭ. Гранда П 00:10   | Завершил выступление      | 7                    |

Женщины
| Спортсмены           | Категория | Первый раунд            | 1/8 финала            | Четвертьфинал         | Полуфинал             | Финал                 | Место                 |
| Спортсмены           | Категория | Соперник Результат      | Соперник Результат    | Соперник Результат    | Соперник Результат    | Соперник Результат    | Место                 |
| -------------------- | --------- | ----------------------- | --------------------- | --------------------- | --------------------- | --------------------- | --------------------- |
| Лейла Алиева         | до 48 кг  | UZBХ. Курбонова П 00:01 | Завершила выступление | Завершила выступление | Завершила выступление | Завершила выступление | Завершила выступление |
| Гюльтадж Мамедалиева | до 52 кг  | USAА. Дельгадо П 00:01  | Завершила выступление | Завершила выступление | Завершила выступление | Завершила выступление | Завершила выступление |

### Лёгкая атлетика
Первую лицензию в лёгкой атлетике для Азербайджана принесла в августе 2023 года метательница молота Анна Скидан, которая с результатом 77,10 метра прошла в финал чемпионата мира в Будапеште, где стала 4-й.
Женщины
Технические дисциплины
| Спортсмен   | Дисциплина     | Квалификация | Квалификация | Финал     | Финал |
| Спортсмен   | Дисциплина     | Результат    | Место        | Результат | Место |
| ----------- | -------------- | ------------ | ------------ | --------- | ----- |
| Анна Скидан | метание молота | 72,55 м      | 6 Q          | 73,66     | 7     |

### Плавание

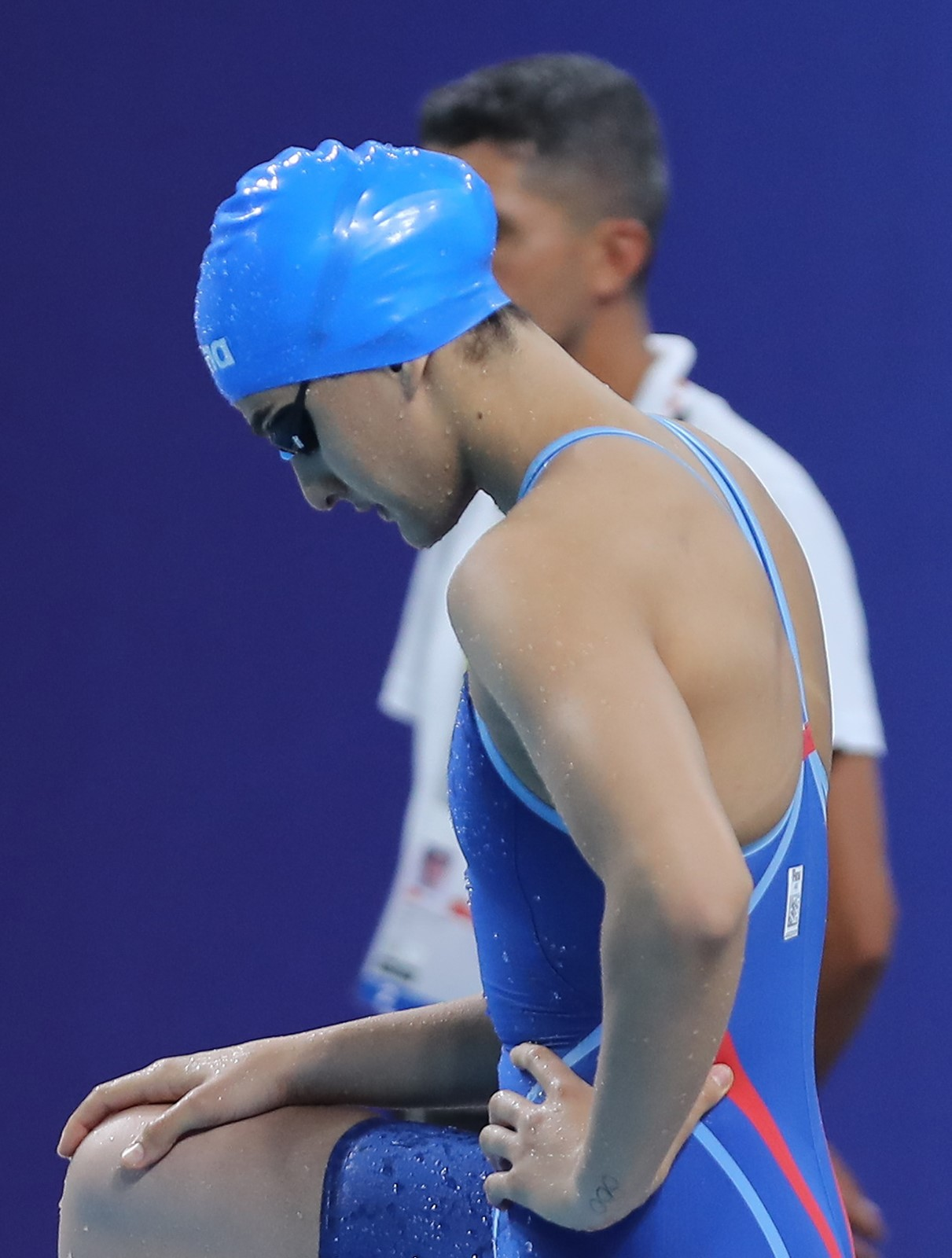
Для Марьям Шейхализадехангях Игры в Париже стали вторыми в карьере

Пловцы Рамиль Велизаде и Марьям Шейхализадехангях завоевали лицензии на Игры в июне 2024 года по итогам выступления на чемпионате Европы по водным видам спорта в Белграде. Это были последние завоёванные для Азербайджана лицензии на Олимпиаду.
Мужчины
| Дистанция         | Спортсмены      | Предварительный раунд | Предварительный раунд | Предварительный раунд | Полуфинал            | Полуфинал            | Полуфинал            | Финал                | Финал                |
| Дистанция         | Спортсмены      | Заплыв                | Результат             | Место                 | Заплыв               | Результат            | Место                | Результат            | Место                |
| ----------------- | --------------- | --------------------- | --------------------- | --------------------- | -------------------- | -------------------- | -------------------- | -------------------- | -------------------- |
| 200 м, баттерфляй | Рамиль Велизаде | 1                     | 1:59.77               | 25                    | Завершил выступление | Завершил выступление | Завершил выступление | Завершил выступление | Завершил выступление |

Женщины
| Дистанция         | Спортсмены               | Предварительный раунд | Предварительный раунд | Предварительный раунд | Полуфинал             | Полуфинал             | Полуфинал             | Финал                 | Финал                 |
| Дистанция         | Спортсмены               | Заплыв                | Результат             | Место                 | Заплыв                | Результат             | Место                 | Результат             | Место                 |
| ----------------- | ------------------------ | --------------------- | --------------------- | --------------------- | --------------------- | --------------------- | --------------------- | --------------------- | --------------------- |
| 100 м, баттерфляй | Марьям Шейхализадехангях | 6                     | 26.76                 | 35                    | Завершила выступление | Завершила выступление | Завершила выступление | Завершила выступление | Завершила выступление |

### Стрельба
Руслан Лунёв завоевал лицензию на Олимпийские игры 2024 года в Таллине (Эстония), где на чемпионате Европы по пулевой стрельбе завоевал серебряную медаль по стрельбе из пневматического пистолета на дистанции 10 метров, что позволило ему завоевать лицензию на Олимпиаду.
Мужчины
| Спортсмены   | Соревнование                       | Квалификация | Квалификация | Финал                | Финал                |
| Спортсмены   | Соревнование                       | Результат    | Место        | Результат            | Место                |
| ------------ | ---------------------------------- | ------------ | ------------ | -------------------- | -------------------- |
| Руслан Лунёв | пневматический пистолет, 10 метров | 571          | 24           | Завершил выступление | Завершил выступление |
| Руслан Лунёв | cкорострельный пистолет, 25 метров | 580          | 18           | Завершил выступление | Завершил выступление |

### Стрельба из лука

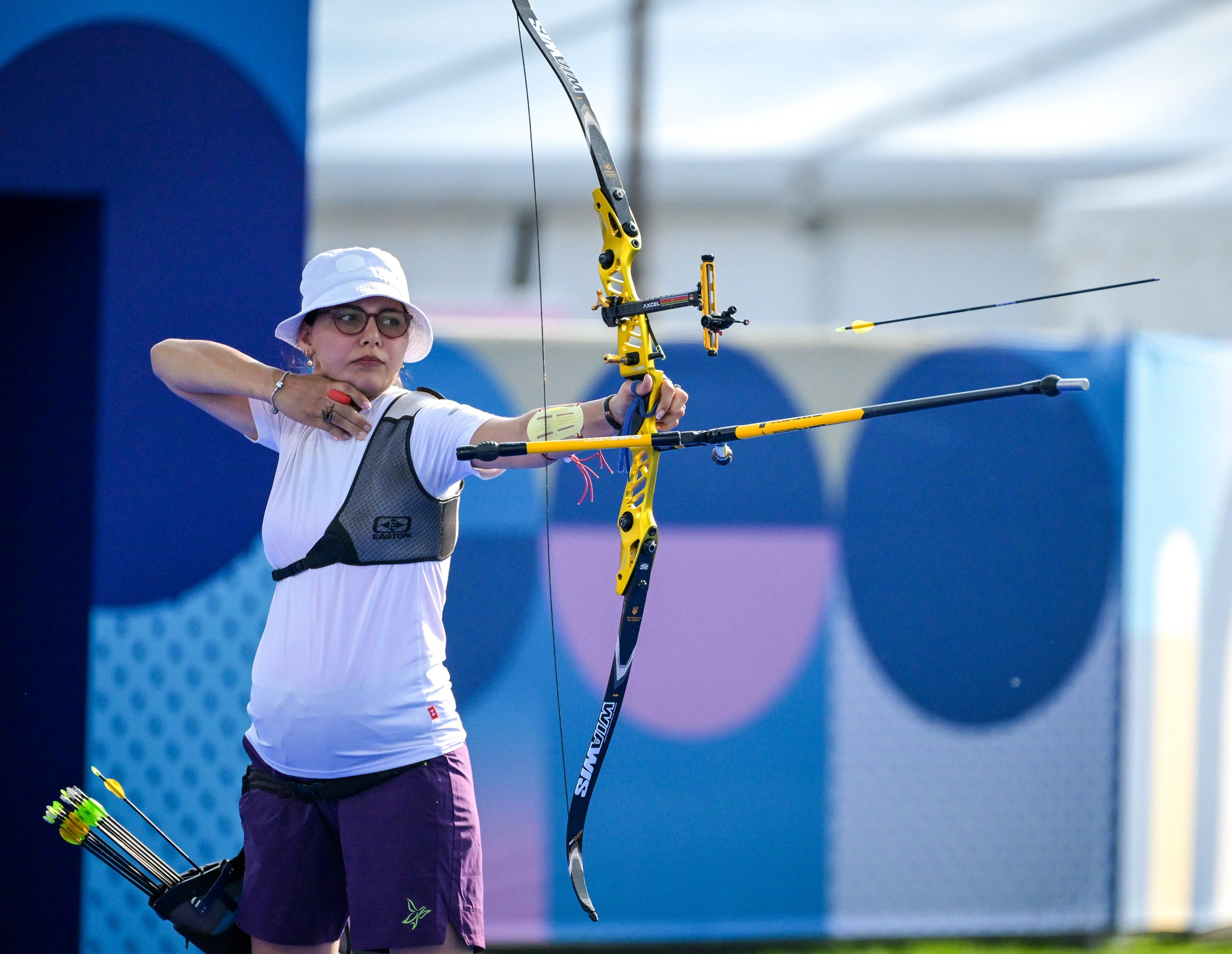
Яйлагюль Рамазанова выступает в плей-офф на Олимпиаде 2024. Она стала первой азербайджанской ненатурализованной спортсменкой, завоевавшей для своей страны олимпийскую лицензию в стрельбе из лука

Азербайджан в данном виде спорта был представлен второй раз на Олимпийских играх и впервые страну представлял ненатурализованный спортсмен. За страну выступала Яйлагюль Рамазанова. Путёвку на Игры она получила, одолев польскую спортсменку на финальном этапе квалификации в турецкой Анталье.
Рамазанова первой из азербайджанских атлетов вышла на старт на Олимпиаде, за день до церемонии открытия, 25 июля. Будучи 61-й в мировом рейтинге среди участниц турнира, в квалификации ей удалось набрать 647 очков и занять 39-е место. Это был её лучший результат в сезоне. 30 июля в 1/32 финала Рамазанова, будучи на седьмом месяце беременности, в дополнительном тай-брейке вырвала победу у занявшей 26-е место в квалификации серебряной призёрки этой же Олимпиады в командном турнире китаянки Ань Цисюань и победила со счётом 6:5. Почти сразу же начался матч 1/16 финала против Мишель Кроппен из Германии, где азербайджанская спортсменка уступила со счётом 2:6. В связи с тем, что Рамазанова была в положении, во время матчей с её участием зрители оказывали ей особую поддержку. Рамазанова также стала первым в истории Азербайджана спортсменом, прошедшим раунд в соревнованиях по стрельбе из лука на Олимпийских играх.
Женщины
| Спортсмены          | Соревнование              | Квалификация | Квалификация | 1/32 финала         | 1/16 финала         | 1/8 финала            | Четвертьфинал         | Полуфинал             | Финал                 | Место                 |
| Спортсмены          | Соревнование              | Результат    | Место        | Соперник Результат  | Соперник Результат  | Соперник Результат    | Соперник Результат    | Соперник Результат    | Соперник Результат    | Место                 |
| ------------------- | ------------------------- | ------------ | ------------ | ------------------- | ------------------- | --------------------- | --------------------- | --------------------- | --------------------- | --------------------- |
| Яйлагюль Рамазанова | индивидуальное первенство | 647          | 39           | CHNА. Цисюань В 6:5 | GERМ. Кроппен П 2:6 | Завершила выступление | Завершила выступление | Завершила выступление | Завершила выступление | Завершила выступление |

### Триатлон

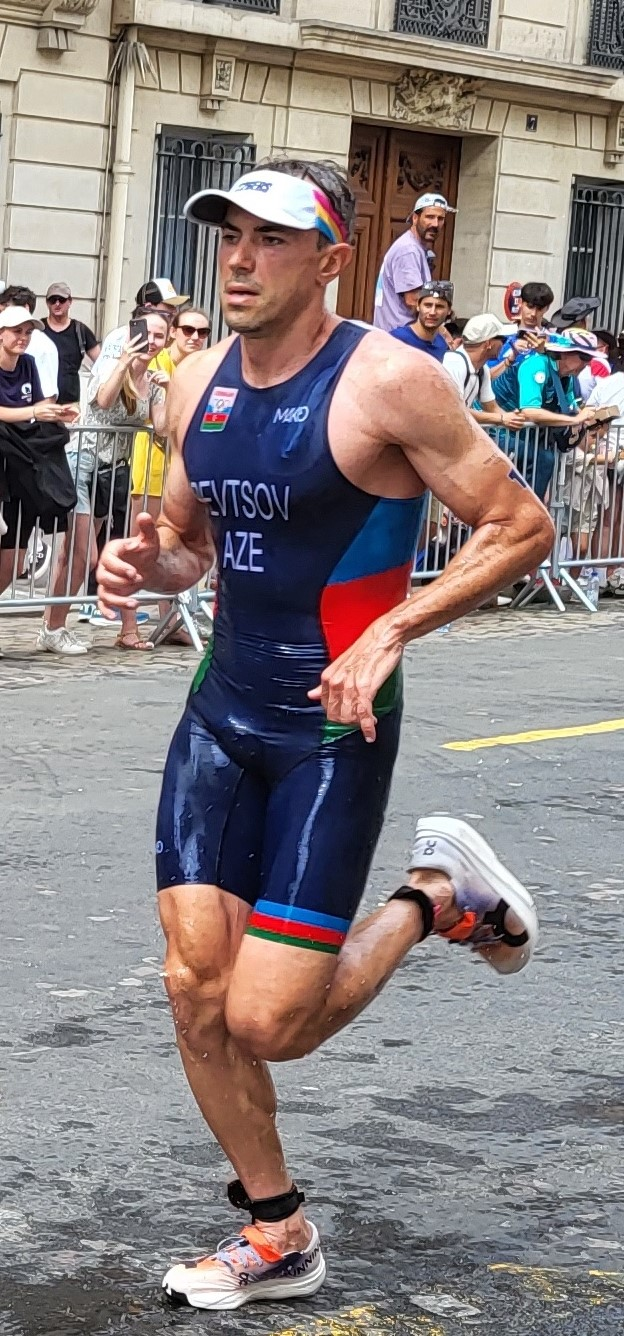
Первый и пока единственный азербайджанский триатлонист на Олимпийских играх Ростислав Певцов, выступающий уже на третьей своей Олимпиаде, участвует в состязаниях по бегу по улицам Парижа. 31 июля 2024 года

В мае 2024 года лицензию завоевал Ростислав Певцов, которому удалось занять 67-е место в мировом рейтинге. Это были третьи Олимпийские игры в карьере Певцова.
Мужчины
| Спортсмены       | Соревнование              | Плавание | Смена | Велоспорт | Смена | Бег   | Итоговое время | Место | Отставание |
| ---------------- | ------------------------- | -------- | ----- | --------- | ----- | ----- | -------------- | ----- | ---------- |
| Ростислав Певцов | индивидуальное первенство | 21:33    | 0:49  | 56:01     | 0:31  | 31:42 | 1:50:36        | 43    | +7:03      |

### Тхэквондо

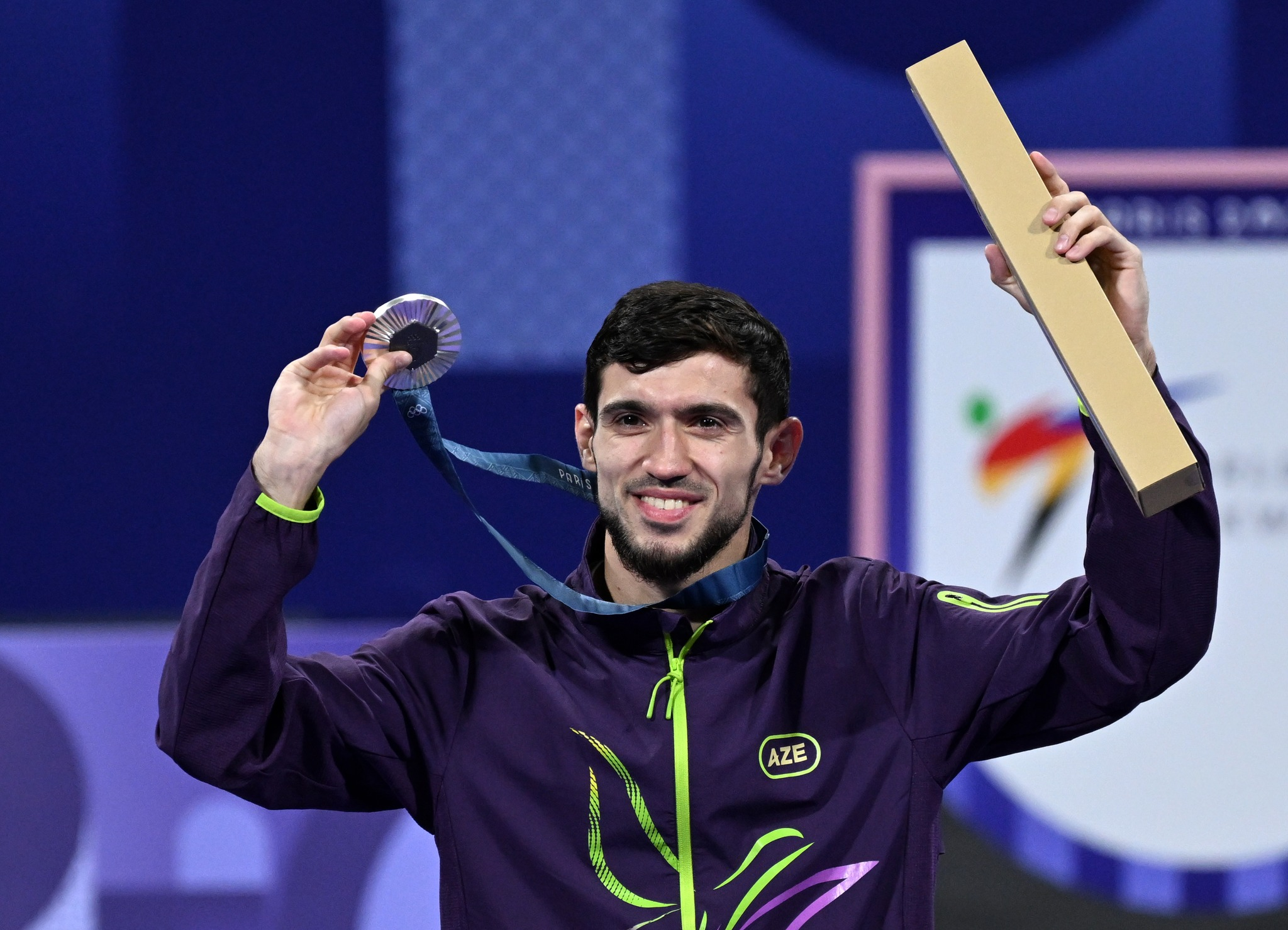
Серебряный призёр Олимпиады 2024 Гашим Магомедов на церемонии награждения

Единственный представитель Азербайджана по тхэквондо натурализованный спортсмен Гашим Магомедов (58 кг) завоевал олимпийскую лицензию, выиграв 17 декабря 2023 года чемпионскую серию Большого шлема в китайском городе Уси. В финале Магомедов одолел чемпиона мира Пэ Чжун Со из Южной Кореи. В марте же 2024 года на последнем Европейском олимпийском квалификационном турнире азербайджанским тхэквондистам, в том числе и бронзовому призёру Игр 2016 года Миладу Харчегани, на долгое время выбывшему из состава сборной, не удалось завоевать лицензии. Таким образом, впервые с 2008 года Азербайджан будет представлен на Олимпийских играх всего одним тхэквондистом.
Некоторые ведущие тхэквондисты страны не смогли принять участие в квалификационном турнире. Так, бронзовый призёр чемпионата мира 2022 года Джавад Агаев не был взят на турнир, так как имел лишний вес на 10 кг, а олимпийская призёрка Патимат Абакарова и призёрка чемпионатов мира и Европы, участница трёх Олимпиад Фарида Азизова были исключены из сборной за «недисциплинированное поведение в учебно-тренировочном процессе». В связи с этим работу тренеров женской и мужской сборных страны спортивные обозреватели подвергли жёсткой критике.
Своё выступление на Играх Магомедов начал с победы над ирландским спортсменом Джеком Вулли. В четвертьфинале он оказался сильнее бронзового призёра последнего чемпионата мира испанца Адриана Висенте, а в полуфинале одолел действующего олимпийского чемпиона Вито Дель-Аквилу из Италии. В финале с действующим чемпионом мира в весовой категории до 54 кг Пак Тхэ Джуном из Южной Кореи Магомедов уже в начале поединка получил травму ноги, но несмотря на это продолжил схватку. В итоге Магомедов проиграл и завоевал серебряную медаль. Это была четвёртая медаль и первая серебряная медаль Азербайджана по тхэквондо на Олимпийских играх (последний раз спортсмены Азербайджана брали медали на Олимпиаде 2016 года в Рио-де-Жанейро).
Мужчины
| Спортсмены      | Категория | 1/8 финала         | Четвертьфинал       | Полуфинал               | Финал                | Место |
| Спортсмены      | Категория | Соперник Результат | Соперник Результат  | Соперник Результат      | Соперник Результат   | Место |
| --------------- | --------- | ------------------ | ------------------- | ----------------------- | -------------------- | ----- |
| Гашим Магомедов | до 58 кг  | IRLД. Вули В 2:0   | ESPА. Висенте В 2:0 | ITAВ. Дель-Аквила В 2:0 | KORП. Тхэ Джун П 0:2 | 2     |

### Фехтование
28 мая 2024 года Анна Башта получила лицензию на игры по принципу универсальности.
Женщины
| Спортсмены | Соревнование         | 1/32 финала        | 1/16 финала        | 1/8 финала          | Четвертьфинал         | Полуфинал             | Финал                 | Место                 |
| Спортсмены | Соревнование         | Соперник Результат | Соперник Результат | Соперник Результат  | Соперник Результат    | Соперник Результат    | Соперник Результат    | Место                 |
| ---------- | -------------------- | ------------------ | ------------------ | ------------------- | --------------------- | --------------------- | --------------------- | --------------------- |
| Анна Башта | индивидуальная сабля | Не участвовала     | CHNЯ. Хэнюй В 15:9 | UKRО. Харлан П 6:15 | Завершила выступление | Завершила выступление | Завершила выступление | Завершила выступление |

## Награждения спортсменов и их тренеров

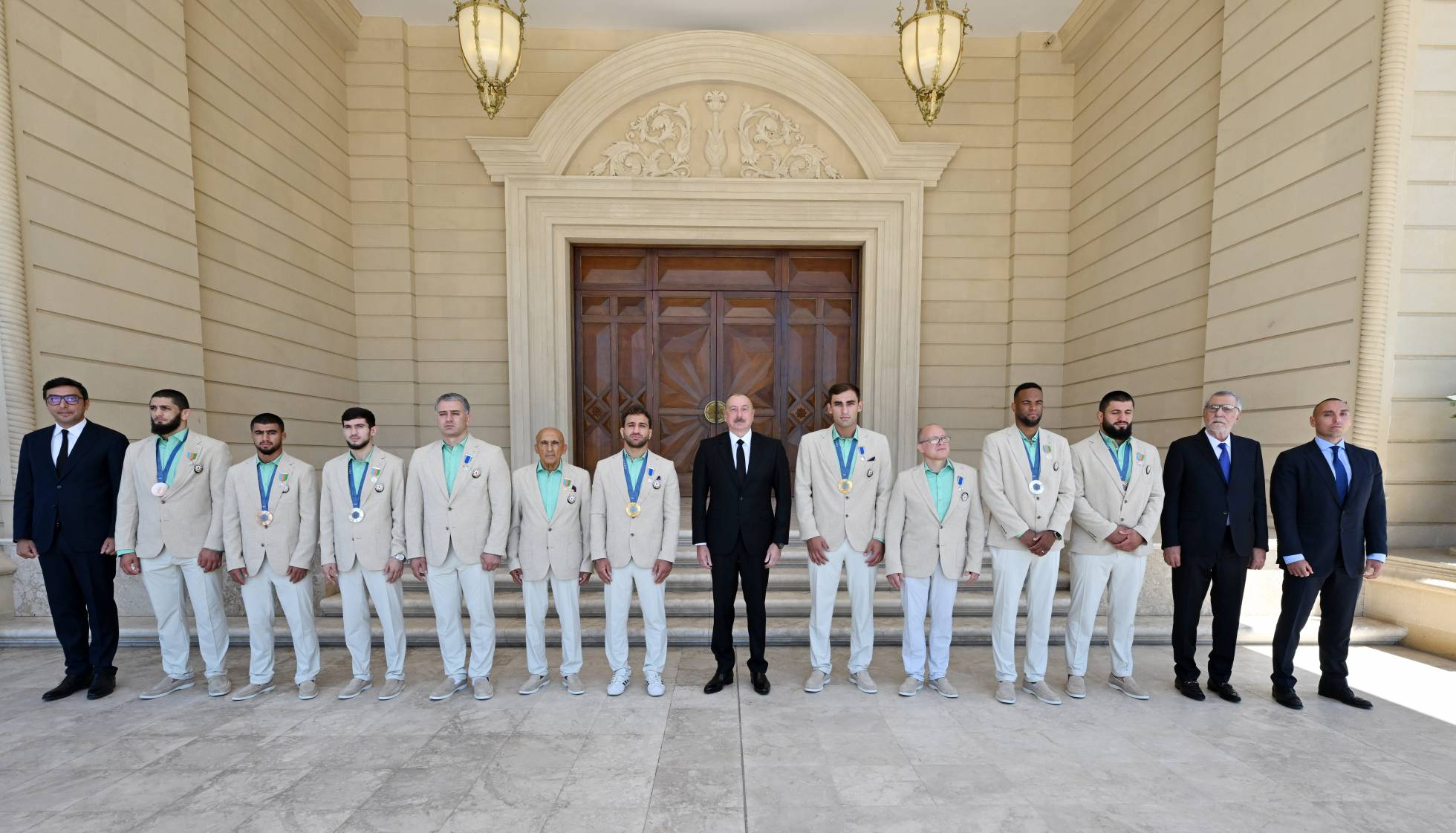
Призёры Олимпийских игр 2024 года от Азербайджана на встрече с президентом республики Ильхамом Алиевым. 14 августа 2024 года

Согласно распоряжению президента Азербайджана Ильхама Алиева от 13 августа 2024 года, премиальные за золотую медаль составили 400 тысяч манатов (тренеру — 200 тысяч манатов), за серебряную — 200 тысяч манатов (тренеру — 100 тысяч манатов), а за бронзовую — 100 тысяч манатов (тренеру — 50 тысяч манатов). Алиев как президент НОК Азербайджана подписал также распоряжение о дополнительных премиях для спортсменов и их тренеров за результаты на Играх: каждому олимпийскому чемпиону были утверждены дополнительные 200 тысяч манатов (тренеру и главному тренеру команды — 100 тысяч манатов), серебряному призёру Игр — 100 тысяч манатов (тренеру и главному тренеру команды — 50 тысяч манатов), а бронзовому призёру Игр — 50 тысяч манатов (тренеру и главному тренеру команды — 25 тысяч манатов).
В этот же день ряд спортсменов и тренеров распоряжением президента Азербайджана «за высокие достижения, завоёванные на XXXIII летних Олимпийских играх в Париже, и заслуги в развитии азербайджанского спорта» были награждены орденами и медалями. Согласно этому распоряжению, победители Игр дзюдоисты Хидаят Гейдаров и Зелим Коцоев, главный тренер сборной Азербайджана по дзюдо Рихард Траутманн и личный тренер Зелима Коцоева Эльхан Мамедов были награждены орденом «Слава», личный тренер олимпийского чемпиона Хидаята Гейдарова Тарлан Гасанов — орденом «За службу Отечеству I степени», серебряные призёры боксёр Лорен Альфонсо и тхэквондист Гашим Магомедов — орденом «За службу Отечеству II степени», а бронзовые призёры борцы Хасрат Джафаров, Георгий Мешвилдишвили и Магомедхан Магомедов — орденом «За службу Отечеству III степени».
Главный тренер сборной Азербайджана по тхэквондо Мамед Абдуллаев, тренер сборной Азербайджана по греко-римской борьбе Гасан Алиев, главный тренер сборной Азербайджана по вольной борьбе Хетаг Гозюмов, тренер сборной Азербайджана по боксу Анар Мамедов, вице-президент Федерации тхэквондо Азербайджана Ниямеддин Пашаев, главный тренер сборной Азербайджана по боксу Педро Рок и главный тренер сборной Азербайджана по греко-римской борьбе Александр Тараканов были награждены орденом «Труд III степени», личный тренер Георгия Мешвилдишвили Георгий Гогшелидзе и личный тренер Магомедхана Магомедова Али Алиев — медалью «Прогресс».